# Асеведо, Керк
Керк Асеве́до (англ. Kirk Acevedo; род. 27 ноября 1971, Нью-Йорк, США) — американский актёр. Известен благодаря ролям Мигеля Альвареса в сериале телеканала HBO «Тюрьма Оз», Джозефа Тойа в сериале «Братья по оружию» и агента ФБР Чарли Фрэнсиса в научно-фантастическом сериале «Грань».

## Ранние годы
Родители Асеведо родились в Нью-Йорке и жили в Бруклине вместе с сыновьями, Ричардом и Керком. Асеведо переехали в Бронкс. С раннего детства Керк интересовался актёрским искусством. Асеведо также принимал участие в школьном драм-кружке. Он Пуэрто-Риканского и китайского происхождения.

## Телесериал «Тюрьма Оз»
После окончания LaGuardia High School of Performing Arts, Асеведо поступил в SUNY Purchase School of Acting. В 1990-х Асеведо получил степень бакалавра в театральном искусстве, и после того как несколько его одноклассников отправились на прослушивания для съёмок в сериале «Тюрьма Оз», он тоже отправился на прослушивание, и впоследствии получил роль арестованного полусумасшедшего лидера банды Мигеля Альвареса. В 1997, 1998, 2000 и 2001 годах он был номинирован на награду ALMA за его роль в сериале «Тюрьма Оз».

## Карьера актёра
Керк снимался в сериалах «Ходячие мертвецы» (2013); «В поле зрения» (2013) в роли детектива Слоана; «Закон и порядок» (2005) в роли Гектора Салазара; в сериале телеканала HBO «Братья по оружию», который спродюсирован Стивеном Спилбергом; «Полиция Нью-Йорка»; «24 часа»; «Братья Доннелли» и в сериале телеканала CBS «Как вращается мир». Также Керк снимался в некоторых фильмах и мини-сериалах «Столкновение с Землёй» (2011), «Преодоление» (2006), «На живца» (2000); «Бойлерная» (2000); «Суетный обед» (2000); «Арест Джины» (1997) и «Кирк и Керри» (1997). Он озвучил Джеки Эстакадо в игре The Darkness, адаптации видео-игры к комиксу. У него также была постоянная роль в сериале телеканала FOX «Грань», где он играл роль агента ФБР Чарли Фрэнсиса с 2008 года.
Сыграл роль второстепенного персонажа мистера Дона Сантоса в 5-м сезоне сериала «Менталист».

## Фильмография
| Год       |     | Русское название                      | Оригинальное название                       | Роль                                 |
| --------- | --- | ------------------------------------- | ------------------------------------------- | ------------------------------------ |
| 1994—1997 | с   | Полицейские под прикрытием            | New York Undercover                         | Бернард/Рамон/Джои Клаудио           |
| 1996      | тф  | Комики                                | The Sunshine Boys                           |                                      |
| 1996      | с   | Правосудие по Свифту                  | Swift Justice                               | Марк                                 |
| 1996      | с   | Закон и порядок                       | Law & Order                                 | Ричи Моралес                         |
| 1997      | ф   | Арест Джины                           | Arresting Gena                              | звонящий по телефону                 |
| 1997      | кор | Кирк и Керри                          | Kirk and Kerry                              | Кирк                                 |
| 1997—2003 | с   | Тюрьма Оз                             | Oz                                          | Мигель Альварес                      |
| 1998      | тф  | Свидетель против мафии                | Witness to the Mob                          |                                      |
| 1998      | ф   | Тонкая красная линия                  | The Thin Red Line                           | Pvt. Tella                           |
| 1999      | с   | Часовой                               | The Sentinel                                | Рэй Альдо                            |
| 2000      | ф   | Бойлерная                             | Boiler Room                                 | брокер                               |
| 2000      | ф   |                                       | In the Weeds                                | Курт                                 |
| 2000      | ф   | Визит                                 | The Visit                                   | Prospective Parolee                  |
| 2000      | ф   | На живца                              | Bait                                        | Рамундо                              |
| 2000      | ф   | Суетный обед                          | Dinner Rush                                 | Дункан                               |
| 2001      | с   | Третья смена                          | Third Watch                                 | Поли Фуэнтес                         |
| 2001      | с   | Братья по оружию                      | Band of Brothers                            | Джозеф Той                           |
| 2003      | с   | Криминальные гонки                    | Fastlane                                    | Ник Маккусик                         |
| 2004      | тф  | Рай                                   | Paradise                                    | Мэнни Маркес                         |
| 2004      | с   | Полиция Нью-Йорка                     | NYPD Blue                                   | Скотт Графтон                        |
| 2005      | ф   | Новый Свет                            | The New World                               | часовой                              |
| 2005—2013 | с   | Закон и порядок: Специальный корпус   | Law & Order: Special Victims Unit           | Эдуардо 'Эдди' Гарсия/Гектор Салазар |
| 2005—2006 | с   | Закон и порядок: Суд присяжных        | Law & Order: Trial by Jury                  | Гектор Салазар                       |
| 2006      | с   | 4исла                                 | Numb3rs                                     | Джино Макгинти                       |
| 2006      | с   | 24 часа                               | 24                                          | Джордж Авила                         |
| 2006      | ф   |                                       | 5up 2down                                   | Санто                                |
| 2006      | ф   | Преодоление                           | Invincible                                  | Томми                                |
| 2007      | с   | Братья Доннелли                       | The Black Donnellys                         | Ники Коттеро                         |
| 2007      | ки  | The Darkness                          | The Darkness                                | Джеки Эстакадо (голос)               |
| 2007      | с   | Детектив Раш                          | Cold Case                                   | Дилан Ноукс'07                       |
| 2008—2011 | с   | Грань                                 | Fringe                                      | агент Чарли Фрэнсис                  |
| 2009      | в   | Грань Сезон 1 Визуальные эффекты      | Fringe Season 1 Visual Effects              | агент Чарли Фрэнсис                  |
| 2009      | в   | Эволюция: Происхождение Грани Сезон 1 | Evolution: The Genesis of 'Fringe Season 1  | агент Чарли Фрэнсис                  |
| 2009      | в   |                                       | Behind the Real Science of 'Fringe Season 1 | агент Чарли Фрэнсис                  |
| 2009—2011 | с   | Белый воротничок                      | White Collar                                | Руиз                                 |
| 2011      | тф  | Столкновение Земли                    | Collision Earth                             | доктор Джеймс Престон                |
| 2011—2012 | с   | Главный подозреваемый                 | Prime Suspect                               | Луизито Кальдерон                    |
| 2012      | с   | Менталист                             | The Mentalist                               | Кристиан Дос Сантос                  |
| 2013      | с   | C.S.I.: Место преступления            | CSI: Crime Scene Investigation              | Джеймс Бойд                          |
| 2013      | с   | C.S.I.: Место преступления Нью-Йорк   | CSI New York                                | Джеймс Бойд                          |
| 2013      | с   | В поле зрения                         | Person of Interest                          | Тимоти Слоан                         |
| 2013      | с   | Голубая кровь                         | Blue Bloods                                 | Джейв 'Тик-Так' Баэз                 |
| 2013      | с   | Ходячие мертвецы                      | The Walking Dead                            | Митч                                 |
| 2014      | с   | Легенды                               | Legends                                     | Добсон                               |
| 2014      | с   | Гримм                                 | Grimm                                       | Рон Хёрд                             |
| 2014      | ф   | Планета обезьян: Революция            | Dawn of the Planet of the Apes              | Карвер                               |
| 2015      | с   | Агенты «Щ.И.Т.»                       | Agents of S.H.I.E.L.D.                      | Томас Калдерон                       |
| 2015—2018 | с   | 12 обезьян                            | 12 Monkeys                                  | Рэмси                                |
| 2017—2020 | с   | Стрела                                | Arrow                                       | Рикардо Диаз                         |

## Награды
В 1999 году Керк выиграл награду ALMA за его роль в фильме «Тонкая красная линия». Также он был номинирован в категории «Outstanding Featured Actor in a Play» за съёмки в фильме «Зубы преступности». Он является соучредителем компании The Rorschach Group, вместе с Ши Уигхэмом.